# Santibáñez de la Peña
Santibáñez de la Peña is een gemeente in de Spaanse provincie Palencia in de regio Castilië en León met een oppervlakte van 111,74 km². Santibáñez de la Peña telt 1.082 inwoners (1 januari 2016).